# Lentigo
Lentigo (do latim lent-, lentilha, -icus forma de) é um pequeno ponto pigmentado na pele com bordas claramente definidas, cercado por uma pele de aparência normal. Geralmente são tumores de pele benignos e inofensivos, mas os lêntigos malignos(melanoma lentigoso) são uma variedade de câncer de pele agressiva. É causado por uma maior proliferação linear de melanócitos na câmada espinocelular da epiderme. Múltiplos lentigos se denominam medicamente como lentiginose.
Se diferenciam das sardas pela quantidade de células produtoras de melanina(melanócitos), que na pele com sardas é normal, e por sua prevalência na população, lêntigos são extremamente mais comuns.

## Tipos
- Lentigo simples: um pontinho na pele, vulgarmente conhecido como pinta, podem estar presentes desde o nascimento.
- Lentigo solar: manchas de envelhecimento causadas pela luz ultravioleta. Essas manchas marrons ou negras, também chamadas de manchas hepáticas, apesar de não serem causadas por problemas no fígado.
- Lentigo maligno: é um tipo de melanoma redondo que se desenvolve principalmente em áreas de exposição crônica ao sol e mais comum em idoso. Pode gerar metástase em 5 a 50% dos casos. Lentigo maligno In situ significa restrito a pele, em oposição ao "invasivo", que penetra pela pele e se espalha para outros órgãos.[2]
- Outros: Podem ser um sintoma de Síndrome de Peutz–Jeghers, da Síndrome de Leopard, da Síndrome de LAMB(ou Carney ou NAME) ou da Síndrome de Moynahan.

## Prevenção
O lêntigo solar e o maligno podem ser prevenidos evitando expor a pele ao sol entre nas horas mais quentes do dia sem protetor solar. Lêntigos que aumentem de tamanho, com bordas irregulares, mais de uma cor ou diâmetro maior que 6mm devem ser examinados ao microscópio, pois podem ser malignos.

## Tratamento
Geralmente são apenas um problema cosmético, podem ser removidos com cremes despigmentadores, com criocirurgia (congelando) ou excisão cirúrgica (cortando). Os lêntigos malignos também podem exigir radioterapia ou quimioterapia local ou sistêmica.